# Prawoślaz lekarski
Prawoślaz lekarski (Althaea officinalis L.) – gatunek rośliny zielnej należący do rodziny ślazowatych (Malvaceae). Pochodzi z obszaru śródziemnomorskiego. W  Polsce jest kenofitem, jako gatunek dziko rosnący występuje na niżu, jest także uprawiany.

## Morfologia

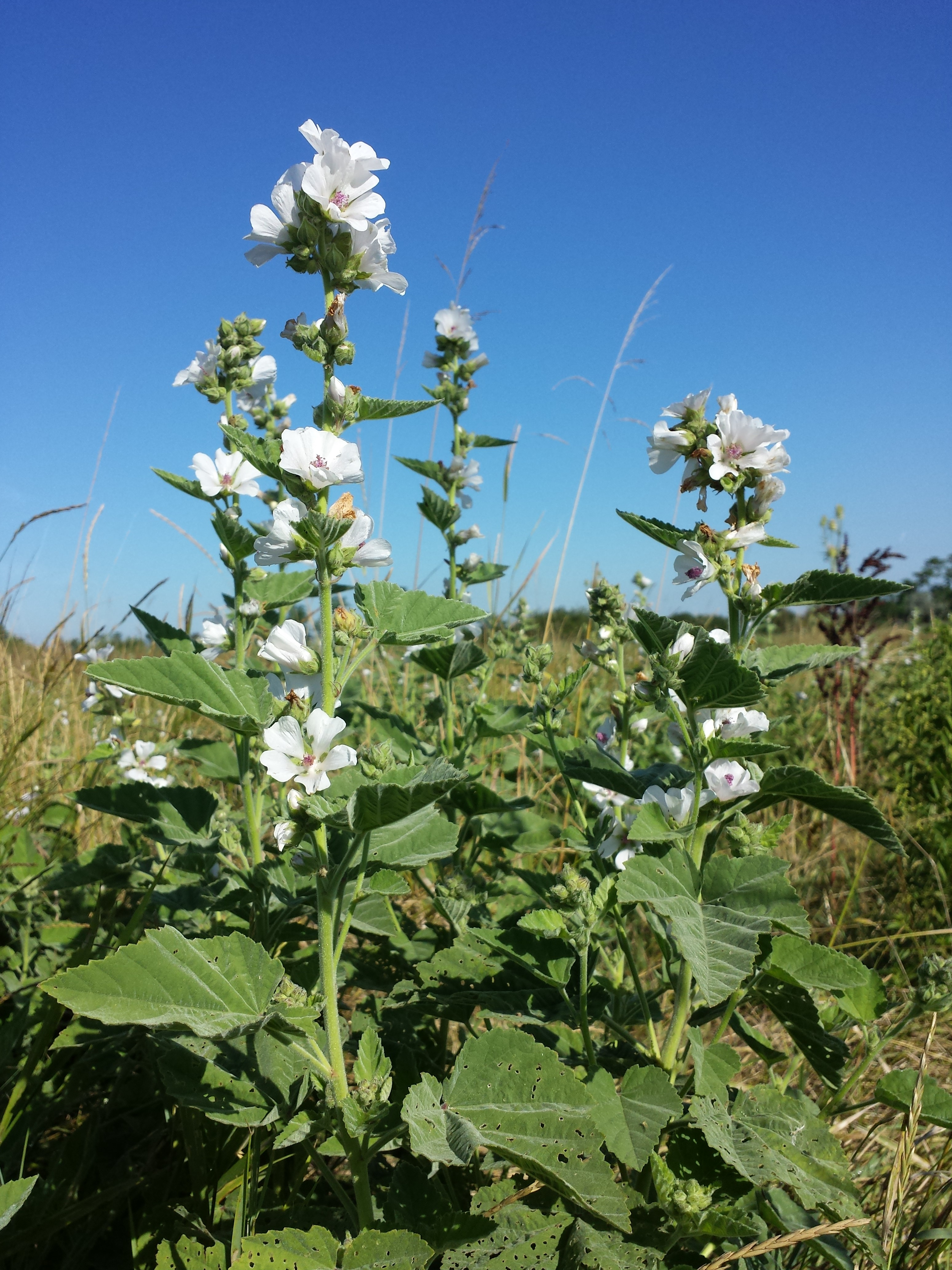
Pokrój

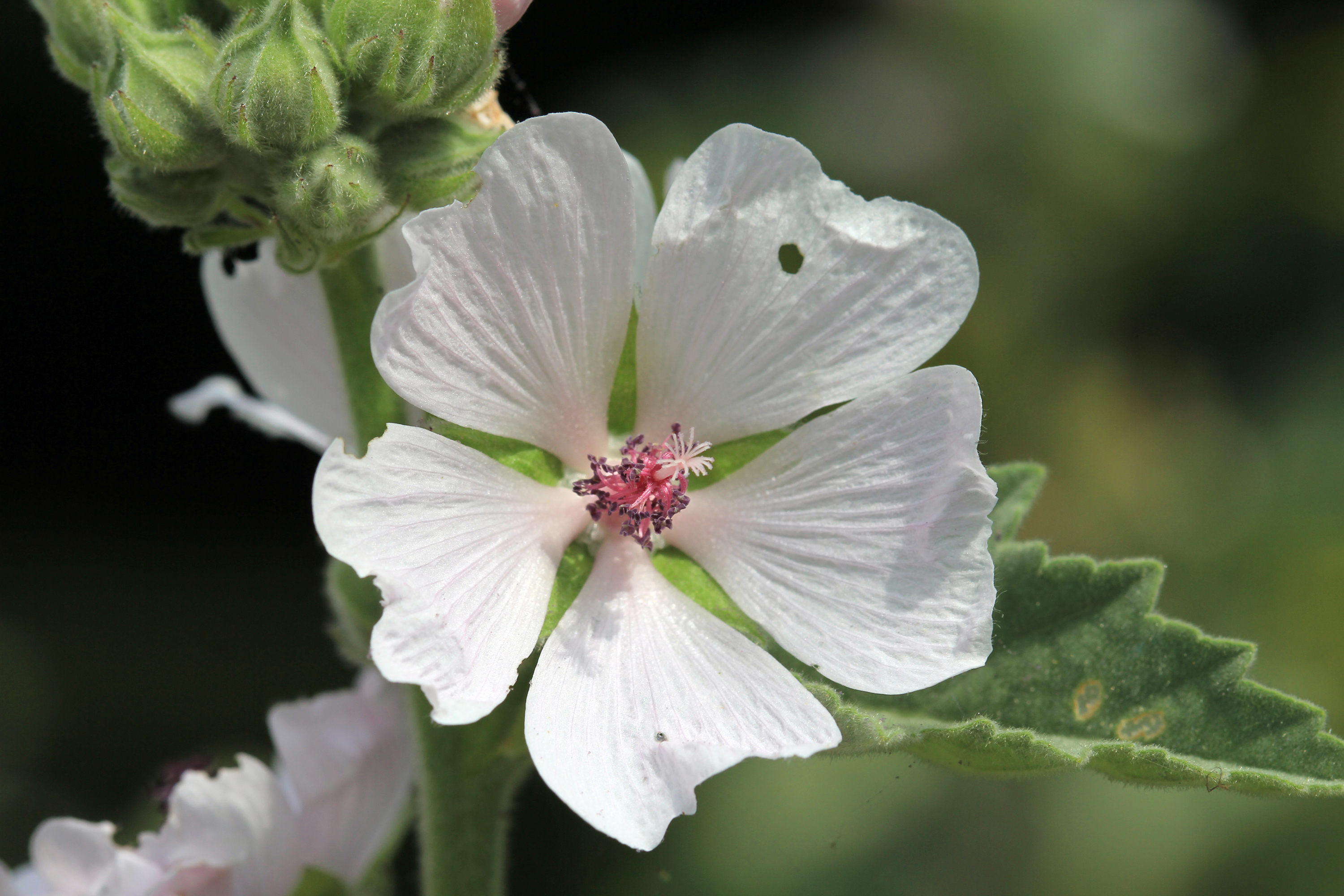
Kwiat

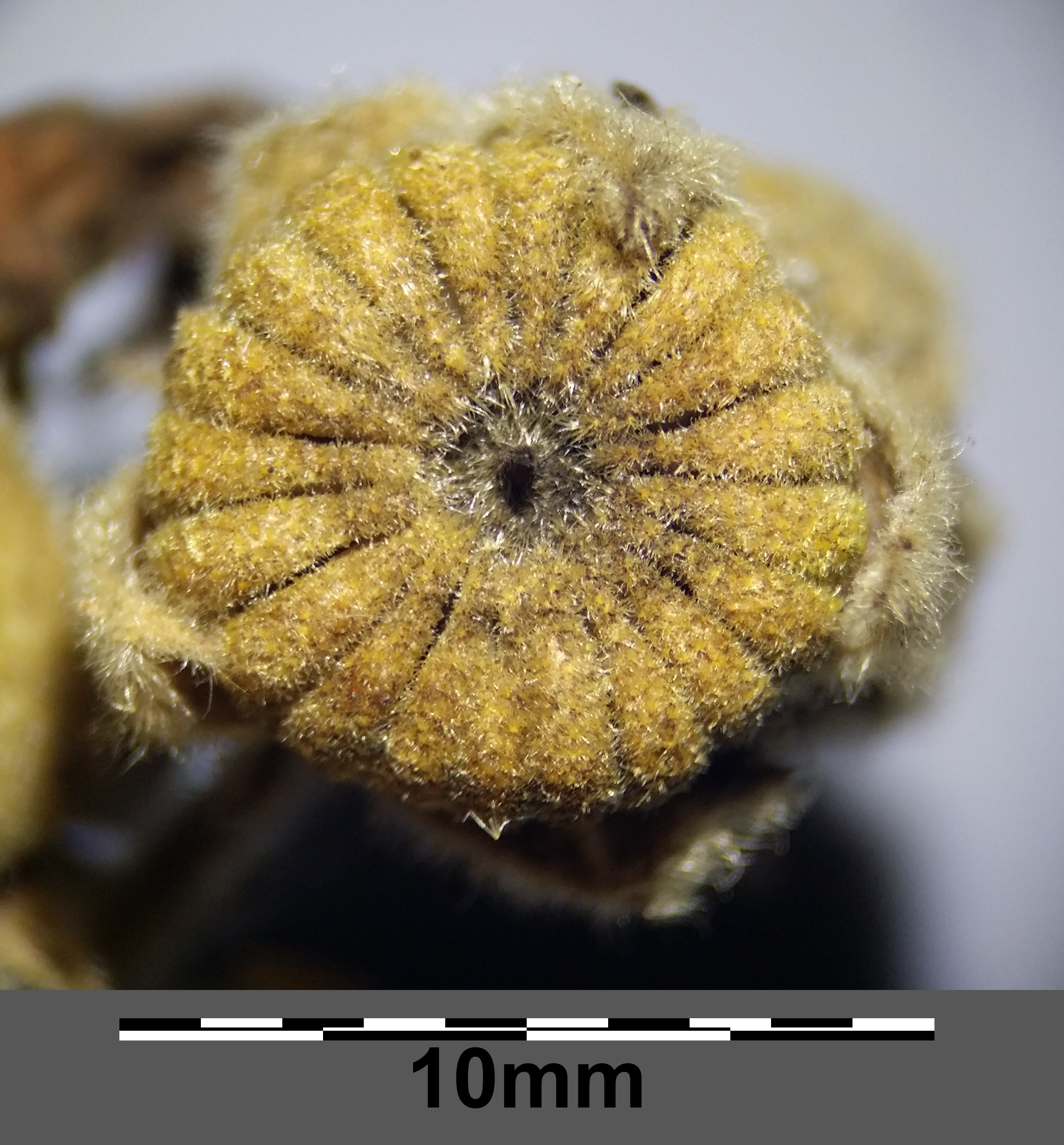
Owoc

PokrójRoślina o wysokości do 1,5 m. Cała roślina jest owłosiona miękkimi, szarymi włoskami.
LiścieUlistnienie skrętoległe. Liście posiadają długie ogonki i mają około 7–10 cm długości. Blaszka jest kształtu sercowatego lub jajowatego z 3–5 płytkimi klapami i brzegiem karbowanym bądź ząbkowanym. Unerwienie dłoniaste. Ogonki i obydwie powierzchnie blaszki są szarawozielone i gęsto owłosione.
KwiatyRóżowe, dość duże, umieszczone głównie na wierzchołku łodygi w kątach liści, pojedynczo lub po kilka. Są to kwiaty promieniste, 5-krotne, a ich liczne pręciki zrośnięte są nitkami w rurkę wokół słupka.
OwoceRozłupnie rozpadające się na liczne ciemnobrunatne, nerkowate i płaskie rozłupki.
KorzeńWalcowaty do 3 cm średnicy, nieokorowany barwy szarawobrunatnej, okorowany – szarawobiałej. Przełam w części zewnętrznej jest włóknisty, nierówny i ziarnisty w wewnętrznej. Korka i miękiszu kory pierwotnej brak.

## Biologia i ekologia
Bylina, hemikryptofit. Kwitnie od lipca do sierpnia. Siedlisko: solniska, murawy, łąki, rowy. W klasyfikacji zbiorowisk roślinnych gatunek charakterystyczny dla rzędu (O.) Agropyro-Rumicion crispi.

## Anatomia
- Althaeae folium – liść prawoślazu:
  - włoski krzaczkowate
  - gruzły szczawianu wapnia
  - komórki śluzowe
- Althaeae radix – korzeń prawoślazu:
  - owalne komórki śluzowe
  - włókna grubościenne
  - gruzły szczawianu wapnia

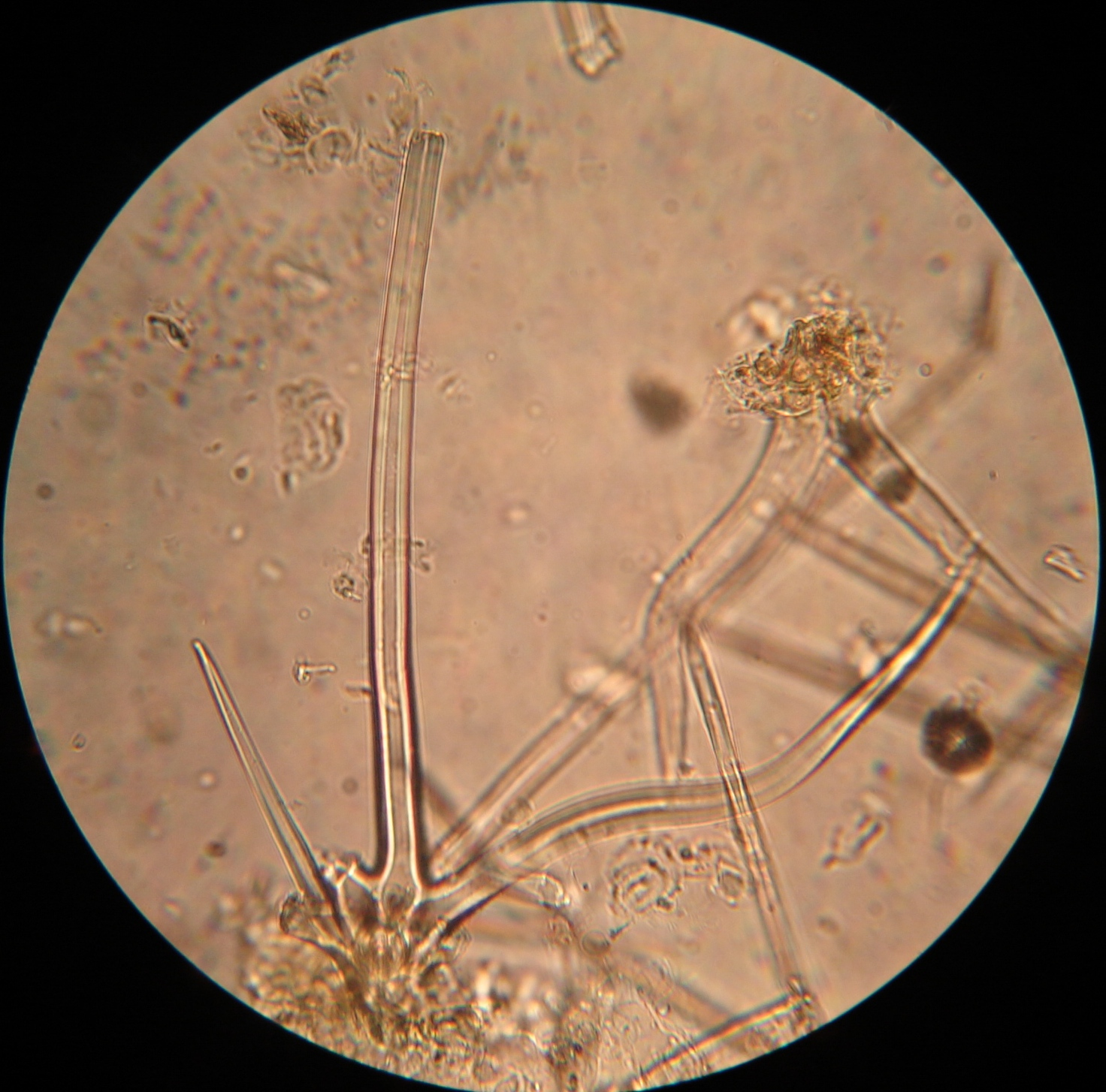
Włoski krzaczkowate
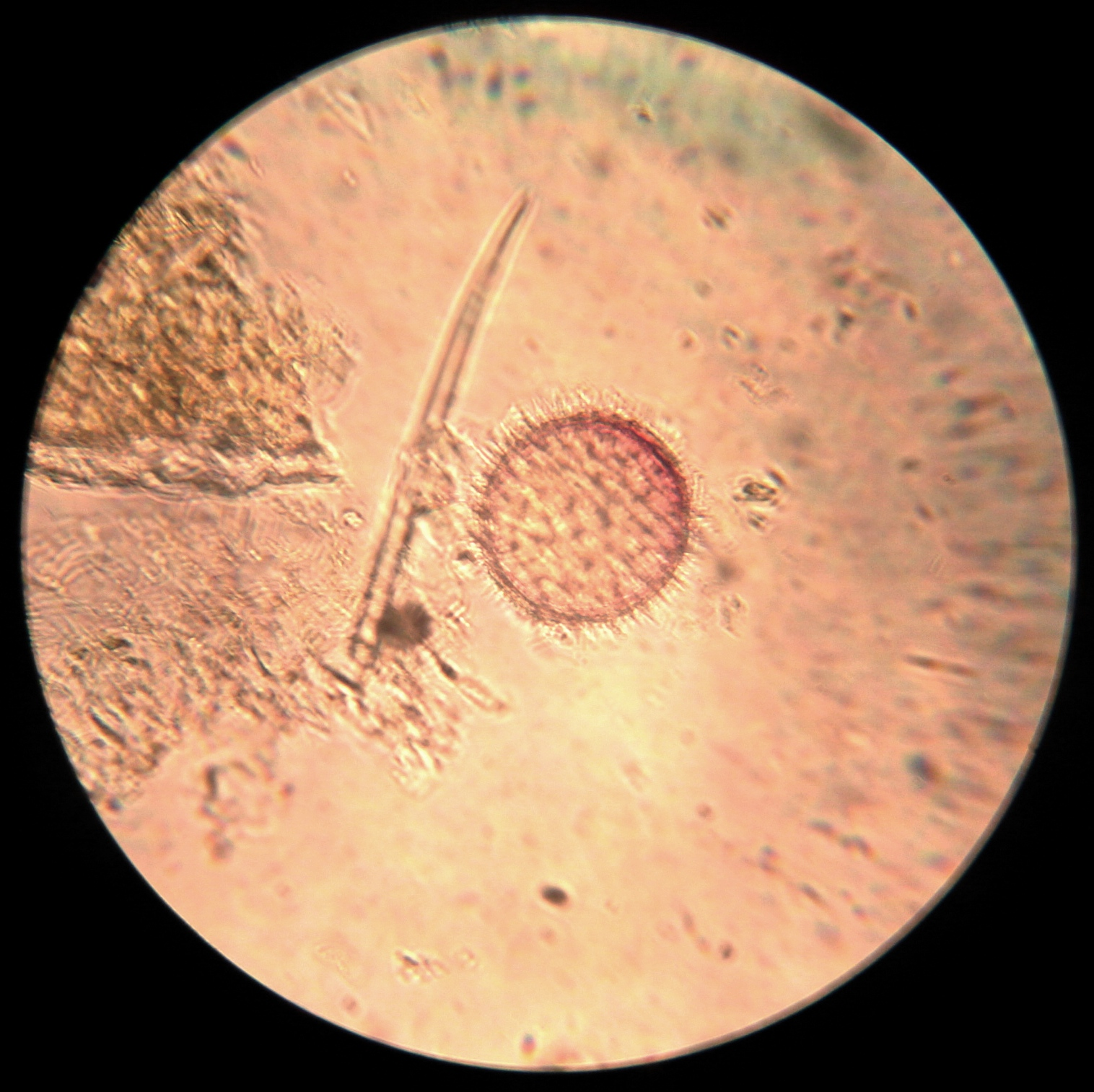
Ziarno pyłku
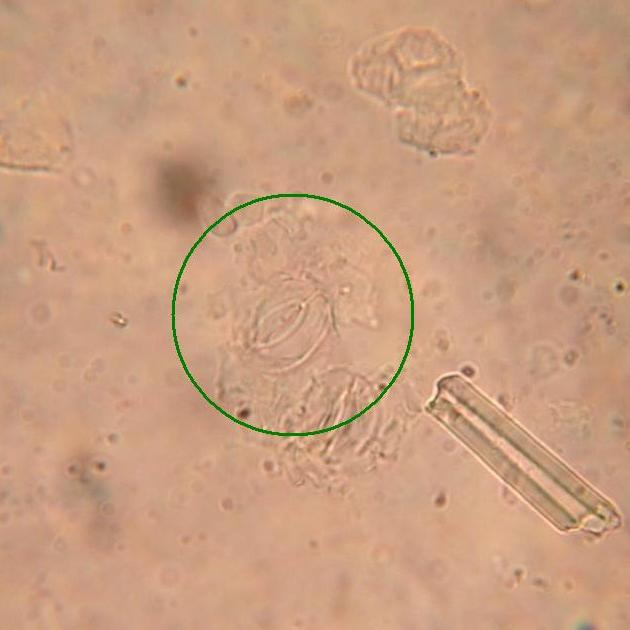
Aparat szparkowy

## Zastosowanie

### Roślina lecznicza
Surowiec zielarskiKorzeń prawoślazu (Althaeae radix, Althaeae radice) i liść prawoślazu (Althaeae folium). W korzeniu występuje śluz jako główny składnik czynny (5-10%), pektyny (ponad 10%), skrobia, sacharoza (około 10%), olej tłusty, związki białkowe, asparagina i betaina, lecytyna, składniki mineralne i inne. W liściu – śluz sięgający zawartości nawet 10%, olejek lotny, kwasy organiczne, związki flawonowe, skopoletyna i inne.
DziałanieSurowce używane do wyrobu preparatów przeciwkaszlowych jako środki powlekające, łagodzące, osłaniające. Pomagają w stanach zapalnych przewodu pokarmowego – podrażnieniach, uszkodzeniach nabłonka, wrzodach żołądka, nadkwaśności, zaparciach, w schorzeniach górnych dróg oddechowych takich jak nieżyt oskrzeli i gardła z kaszlem. Ze względu na brak składników silnie działających i przyjemny smak często stosowane w pediatrii. Zewnętrznie w postaci kataplazmów do okładów zmiękczających. Ostatnio wykazano, że śluz zawarty w korzeniach i liściach przy podaniu pozajelitowym wywiera działanie hipoglikemiczne.
Zbiór i suszenieRoślina ta uprawiana jest do celów farmaceutycznych. Korzenie uzyskuje się z roślin dwuletnich na jesieni. Bezpośrednio po zbiorze korzeń jest zazwyczaj pozbawiony kory pierwotnej, jest to korzeń prawoślazu tzw. okorowany. W celu zachowania jasnej barwy korzeń okorowany powinien być suszony w temperaturze 40 °C. Liście łodygowe zbierane są przed kwitnieniem i suszone na powietrzu w cieniu.

### Inne zastosowania
- Sztuka kulinarna: sproszkowane korzenie podgrzewane z cukrem tworzą delikatną, słodką masę, stosowaną w cukiernictwie (pianka marshmallow). Zawierają skrobię, pektyny, asparaginę, sole mineralne, garbniki, betainę.
- Roślina ozdobna. Czasami (rzadko) jest uprawiany w celach ozdobnych. W uprawie wymaga gleby głębokiej, dobrze nawożonej i wilgotnej.